# Герб Белой Калитвы
Герб Белой Калитвы — опознавательно-правовой знак, составленный и употребляемый в соответствии с правилами геральдики, служащий символом города Белая Калитва. Утверждён Решением Белокалитвинской городской думы от 31 января 2002 года № 97. Внесён в Государственный геральдический регистр Российской Федерации под № 919.

## Описание и обоснование символики
Геральдическое описание (блазон) гласит:
В лазуревом поле под золотой волнистой главой, имеющей продольно разделённую лазорево-золотую кайму и обременённой червлёной (красной) возникающей крепостью о трёх башнях, из которых средняя больше — зелёный ромб, вписанный вверху и внизу, тонко окаймлённый золотом и обременённый идущим вправо серебряным оленем с золотыми рогами и копытами и поражённым в спину золотой стрелой
- олень (елень), пронзённый стрелой — основной элемент символики донских казаков, взятый из печати Территории Войска Донского, показывает, что город основан в 1703 году как казачья станица Усть-Белокалитвинская;
- крепость о трех башнях — элемент по мотивам герба Ростовской области, показывает территориальную принадлежность города Белой Калитвы к Ростовской области;
- лазорево-золотая кайма аллегорически показывает географическое расположение города у северо-восточной оконечности Донецкого кряжа, на реке Северский Донец при слиянии её с рекой Калитва;
- червлень (красный цвет) указывает на героическое прошлое города и его жителей. Символ мужества, силы, трудолюбия и красоты. Высота Бессмертия — в Великую Отечественную войну 1941—1945 годов рабочий посёлок Белая Калитва находился под оккупацией немецко-фашистских войск в период с 20 июля 1942 года по 19 января 1943 года. Её освобождение проходило в зоне Сталинградской битвы. В январе 1943 года, освобождая Белую Калитву, конногвардейцы сабельного эскадрона под командованием Аннаклыча Атаева из Башкирской кавалерийской дивизии ценой жизни отстояли отбитую у врага важную высоту, ныне именуемую высотой Бессмертия. На высоте установлен мемориал в честь погибших, зажжён Вечный огонь, на мемориальных стендах — более тысячи имён жителей Белой Калитвы, не вернувшихся с войны. Командиру сабельного эскадрона А. Атаеву посмертно присвоено звание Героя Советского Союза, его именем назван один из поселков Белокалитвинского района. Исторической реликвией города Белая Калитва является курган Караул;
- золото (жёлтый цвет) в геральдике — символ богатства, справедливости, величия, уважения, великолепия, силы, верности, чистоты и могущества;
- серебро (белый цвет) в геральдике — символ чистоты, искренности, совершенства, мира;
- изумруд, зелень (зелёный цвет) — символ надежды, радости, изобилия, свободы, здоровья.

## История

### Герб 1968 года
Советский герб города утверждён 7 мая 1968 года. В описании герб характеризуется следующим образом:
Щит рассечён на красную и зелёную части. В центре эмблема, состоящая из отбойного молотка, шестерни, стилизованного петуха, в изображение которого вписаны литеры "БК". В нижней части щита две синие волны. Волны символизируют реки Северский Донец и Белую Калитву, на которых расположен город. Абстрагированное изображение петуха — символа стражи — с начальными литерами названия казачьего сторожевого поста (ныне города) отражает историческое прошлое города. Шестерня и отбойный молоток символизирует промышленное развитие города.
Авторы: В.Нагурный, Г.Гончаров.

### Герб 1998 года
В зелёном поле под золотой волнистой главой, имеющей продольно разделённую лазорево-золотую кайму и обременнёной червлённым возникающим замком с тремя башнями, из которых средняя больше, — лазоревый ромб, вписанный вверху и внизу, тонко окаймлённый золотом и обременённый идущим влево золотым оленем, поражённым в спину чёрной стрелой.
Автор идеи герба: Михаил Деркунский (г. Каменск-Шахтинский).
Утверждён постановлением от 19 марта 1998 года № 357 «О создании официальных символов герба и флага г. Белая Калитва» (ему предшествовало постановление от 19.03.1998 года № 357 «О создании официальных символов герба и флага г. Белая Калитва»).
В 2002 году этот герб был утверждён как герб Белокалитвенского района.